# Remember the Time
"Remember the Time" er en hit-single fra 1992 af Michael Jackson fra hans Dangerous-album. Nummeret var et stort hit adskillige steder, især i Europa.

## Musikvideo
Musikvideoen til "Remember the Time" er kendt for at være en af verdens dyreste musikvideoer nogensinde[kilde mangler]. Videoen foregår i et egyptisk scenarie, med Jackson og egyptiske dansere der optræder for Farao spillet af Eddie Murphy og Faraos dronning spillet af Iman.
| Musik | Spire Denne musikartikel er en spire som bør udbygges. Du er velkommen til at hjælpe Wikipedia ved at udvide den. |